# Günter Laier
Günter Laier (* 23. Januar 1961 in Rauenberg) ist ein ehemaliger deutscher Ringer.

## Werdegang
Günter Laier stammt aus einer Ringerfamilie und begann beim KSV Malsch mit dem Ringen. Sein erster Trainer war sein Vater Paul Laier. Seine Brüder Klaus Laier und Wolfgang Laier gehörten ebenfalls zur deutschen Spitzenklasse. 1974 und 1975 wurde Günter Laier, der hauptsächlich im freien Stil rang, deutscher Schülermeister (jetzt Jugend B) in den Gewichtsklassen bis 44 kg bzw. 52 kg Körpergewicht. 1977 wurde er auch deutscher Juniorenmeister im Bantamgewicht vor Dieter Höfler aus Aalen.
Obwohl eigentlich noch Jugendlicher, startete Günter Laier 1977 und 1979 beim Großen Preis der Bundesrepublik Deutschland und erkämpfte sich dort gegen starke internationale Konkurrenten einen 4. und 5. Platz im Bantamgewicht. 1981 entsandte ihn der Deutsche Ringerbund zu den Junioren-Weltmeisterschaften nach Vancouver, wo er im Federgewicht einen guten 6. Platz erkämpfte.
Bei den deutschen Senioren-Meisterschaften stand Günter Laier im Jahre 1978 (als 17-Jähriger) erstmals als Zweiter auf dem Siegertreppchen. Er platzierte sich dabei hinter Hans Partsch aus Schorndorf, aber vor dem mehrfachen deutschen Meister im Fliegengewicht Mario Sabattini aus Freiburg-St. Georgen. Im Jahr 1979 wurde G. Laier Deutscher Meister der Jugend, Junioren und Senioren, was bis dato nur 3 deutschen Ringern gelang und heute nahezu unmöglich erscheint. 1979 im Bantamgewicht und 1985 im Federgewicht wurde er deutscher Meister Senioren. Insgesamt erreichte er acht Platzierungen unter den drei ersten Siegern.
Außerdem errang Günter Laier, der vom KSV Malsch zum KSV Östringen und dann zum AV Reilingen gewechselt war, mit dem AV Reilingen im Jahre 1982 mit einem Sieg über den KSV Witten 07 die deutsche Mannschaftsmeisterschaft. Als Aktiver und am Ende als Aktiventrainer erreichte Laier mit dem AV Reilingen in 13 Jahren seiner Zugehörigkeit 13-mal die Endrunde und war 10-mal unter den besten Vieren.
Bei internationalen Meisterschaften kam Günter Laier bei der Europameisterschaft 1982 in Warna und bei der Europameisterschaft 1985 in Leipzig, beide Male im Federgewicht, zum Einsatz. Während er in Warna ohne Sieg unplatziert blieb, kam er in Leipzig auf einen guten 6. Platz.
Günter Laier diente Anfang der 1980er Jahre als Sportsoldat in der Sportfördergruppe 12/9, Philippsburg. Besonders erfolgreich war er als Teilnehmer bei den CISM-Militär-Weltmeisterschaften. Dem CISM gehörten damals mit Ausnahme der Ostblock-Staaten alle Militär-Sportverbände der Welt an. Bei der CISM-Weltmeisterschaft 1983 in Villeurbanne/Frankreich wurde Günter Laier Weltmeister dieser Organisation im Federgewicht vor dem Venezolaner Elio Inojosa und dem Iraner S. Anssari. Im Jahre 1984 errang er in Philadelphia den 2. Platz Im Jahre 1988 in Palermo und im Jahre 1990 in Quantico/USA wurde er jeweils CISM-Vize-Weltmeister im Federgewicht.
Schon als Aktiver setzte ihn der AV Reilingen als Jugendtrainer ein, wo er auch die ersten Früchte seiner Trainerlaufbahn mit dem 3. Platz bei den Deutschen Schülermannschaftsmeisterschaften und einigen Medaillen und Platzierungen auf Deutschen Einzel Meisterschaften erntete. Von 1988 bis 1990 war Günter Laier der erste Ringer der an der Trainerakademie in Köln zum staatlich geprüften Diplomtrainer ausgebildet wurde. Von 1990 bis 1992 war Laier Bundestrainer Nachwuchs im Freien Stil. Seit 1998 ist er Landestrainer im Nordbadischen Ringerverband. 1997 wurde er Vater seines Sohnes, der sportlich andere Herausforderungen (Fußball und Golf) sucht. 2007 wurde er vom Landessportverband BW als Trainer des Jahres ausgezeichnet.

## Internationale Erfolge
(EM = Europameisterschaft, F = freier Stil, Ba = Bantamgewicht, Fe = Federgewicht, Le = Leichtgewicht, damals bis 57 kg, 62 kg bzw. 69 kg Körpergewicht)
- 1977, 4. Platz, Großer Preis der Bundesrepublik Deutschland in Freiburg im Breisgau, F, Ba, hinter Hans Partsch, [BRD], Milan Mendel, CSSR u. Jürgen Oehler, BRD;
- 1977 7. Platz Juniorem WM in Las Vegas
- 1978 7. Platz Junioren-EM in Oulo
- 1979, 5. Platz, Großer Preis der BRD in Freiburg, F, Ba, hinter Gurgen Baghdassarjan, UdSSR, Aldihal Bagurow, UdSSR, Peter Dahlke, DDR u. Barry Sean, Kanada u. vor Diego La Bruto, Frankreich;
- 1980, 3. Platz, Großer Preis von Österreich, F, Fe, hinter Richard Chelmowski, Frankreich und Brian Aspen, Großbritannien;
- 1981, 6. Platz, Junioren-WM in Vancouver, F, Fe, hinter Stepan Sargsjan, UdSSR, Todor Kanew, Bulgarien, Mark Trizzino, USA, Chris Brown, Australien u. Pat Sullivan, Kanada;
- 1982, unpl., EM in Warna, F, Fe, Sieger: Simeon Schterew, Bulgarien vor Gambaz, Türkei u. Ibraguimow, udSSR;
- 1983, 3. Platz, Großer Preis der BRD in Aschaffenburg, F, Fe, hinter Marian Skubacz, Polen u. Jean-Michel Schattemann, Frankreich;
- 1983, 3. Platz, EU-Meisterschaft in Annecy/Frankreich, F, Fe, hinter Antonio La Bruna, Italien u. Koutsoupakis, Griechenland u. vor Jean-Michel Schattemann, Gavin Beswick, Großbritannien u. van de Werf, Niederlande;
- 1983, 1. Platz, CISM-Militär-WM in Villeurbanne/Frankreich, F, Fe, vor Elio Inojasa, Venezuela, S. Anssari, Iran, Mohamed Matar, Frankreich u. Koutsoupakis;
- 1984, 5. Platz, Großer Preis der BRD in Freiburg F, Fe, hinter R. Karajew, UdSSR, B. Robinson, Kanada, J. Culak, CSSR u. R. Osmanow, Bulgarien u. vor Markus Buck, BRD;
- 1985, 6. Platz, "Memorial-Roger-Coulon" in Clermont-Ferrand, F, Fe, hinter Siradschudin Aiworow, UdSSR, Gary Bohay, Kanada, Marian Skubacz, Lutz Remus, DDR u. Ralf Lyding, BRD;
- 1985, 6. Platz, EM in Leipzig, F, Fe, mit Siegen über Sneijders, Niederlande u. Kalaitzidis, Griechenland u. Niederlagen gegen Sawow, Bulgarien, Lutz Remus u. Marian Skubacz;
- 1986, 5. Platz, Großer Preis der BRD in Freiburg, F, Fe, hinter Marian Skubacz, Tolmatschow, UdSSR, Lutz Remus u. J. Culak u. vor Jörg Helmdach, BRD;
- 1986, 5. Platz, Großer Preis der CSSR in Prag, F, Fe, hinter József Orbán, Ungarn, J. Svajlenka, CSSR, R. Karajew u. Ralf Lyding;
- 1988, 2. Platz, CISM-Militär-WM in Palermo, F, Fe, hinter Didier Vidal, Frankreich u. vor di Girolamo, Italien;
- 1990, 2. Platz, CISM-Militär-WM in Quantico/USA, F, Le, hinter Hu Ho, Südkorea u. vor Molfino, Italien

## Deutsche Meisterschaften
- 1974 1. Platz Deutsche Schülermeisterschaften 44Kg
- 1975 1. Platz Deutsche Schülermeisterschaften 52Kg (gr.-römisch)
- 1976 2. Platz DM A-Jugend
- 1977 1. Platz DM A-Jugend
- 1977 1. Platz DM Junioren
- 1978 1. Platz DM Junioren
- 1978, 2. Platz, F, Ba, hinter Hans Partsch, (Schorndorf) u. vor Mario Sabattini, (Freiburg-St. Georgen)
- 1979 1. Platz DM A-Jugend
- 1979 1. Platz DM Junioren
- 1979, 1. Platz, F, Ba, vor Hans Partsch u. Paul Schneider (KSV Köllerbach)
- 1980 1. Platz DM Junioren
- 1980, 2. Platz, F, Fe, hinter Eduard Giray, (Schorndorf) u. vor Rolf Lang, (Baienfurt)
- 1981 1. Platz DM Junioren
- 1981, 2. Platz, F, Fe, hinter Hans Huber, (KSV Witten) u. vor Rolf Lang (Baienfurt)
- 1982, 2. Platz, F, Fe, hinter Michael Kuhn, u. vor Hans Huber beide (KSV Witten)
- 1983, 3. Platz, F, Fe, hinter Hans Huber u. vor Martin Herbster (Graben-Neudorf)
- 1985, 1. Platz, F, Fe, vor Hans Huber, (Witten) und Jürgen Koch, (Neckargartach)
- 1988, 3. Platz, F, Fe, hinter Jörg Helmdach u. Ralf Lyding, beide, (KSV Witten)